# Ascocarp

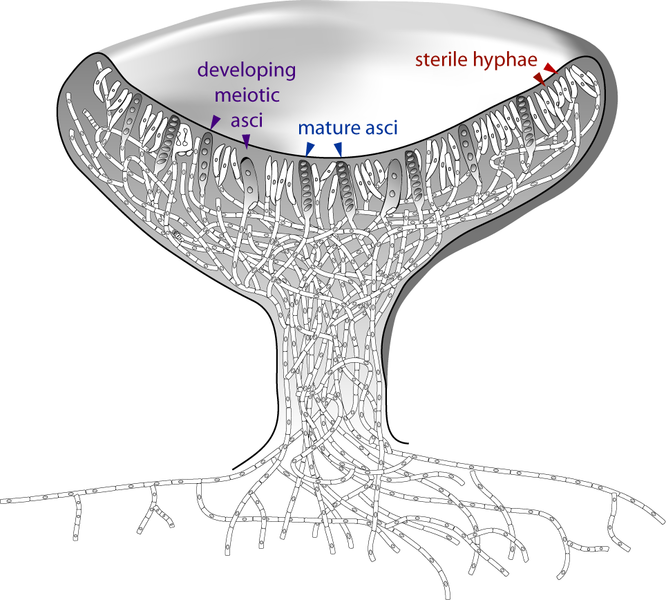
Diagrama d'un ascocarp mostrant hifes estèrils i ascs madurs.

Un ascocarp o ascoma és el cos fructífer dels fongs ascomicets. Consta d'una capa densa entreteixida d'hifes i pot contenir milions d'ascs, cadascun dels quals conté típicament vuit ascospores. Els ascoscarps majoritàriament tenen forma de bol, però també tenen altres dissenys. L'ascocarp és el que normalment es coneix com a bolet, la part dels fongs ascomicets que surt per sobre la terra. El conjunt de filaments estèrils que acompanyen els ascs dins l'ascocarp conformen l'hamateci.

## Tipus
L'ascocarp es classifica d'acord segons el seu emplaçament. S'anomena epigeu si creix per sobre la terra, com passa en la múrgola, mentre que els ascocarps que creixen sota terra com en la tòfona són hipogeus.
La forma de l'hymenium es divideix en els següents tipus Els Apothecia (plural d'apothecium) són relativament grossos i carnosos, mentre que els altres són microscòpics.
- Apoteci: aquí l'ascocarp està obert com una copa. La capa fèrtil està lliure, per tant moltes espores es poden dispersar simultàniament. La múrgola (Morchella), és un ascocarp comestible amb una massa d'apotecis fusionada en una gran estructura. Els gèneres Helvella i Gyromitra són similars.

|  |
|  |

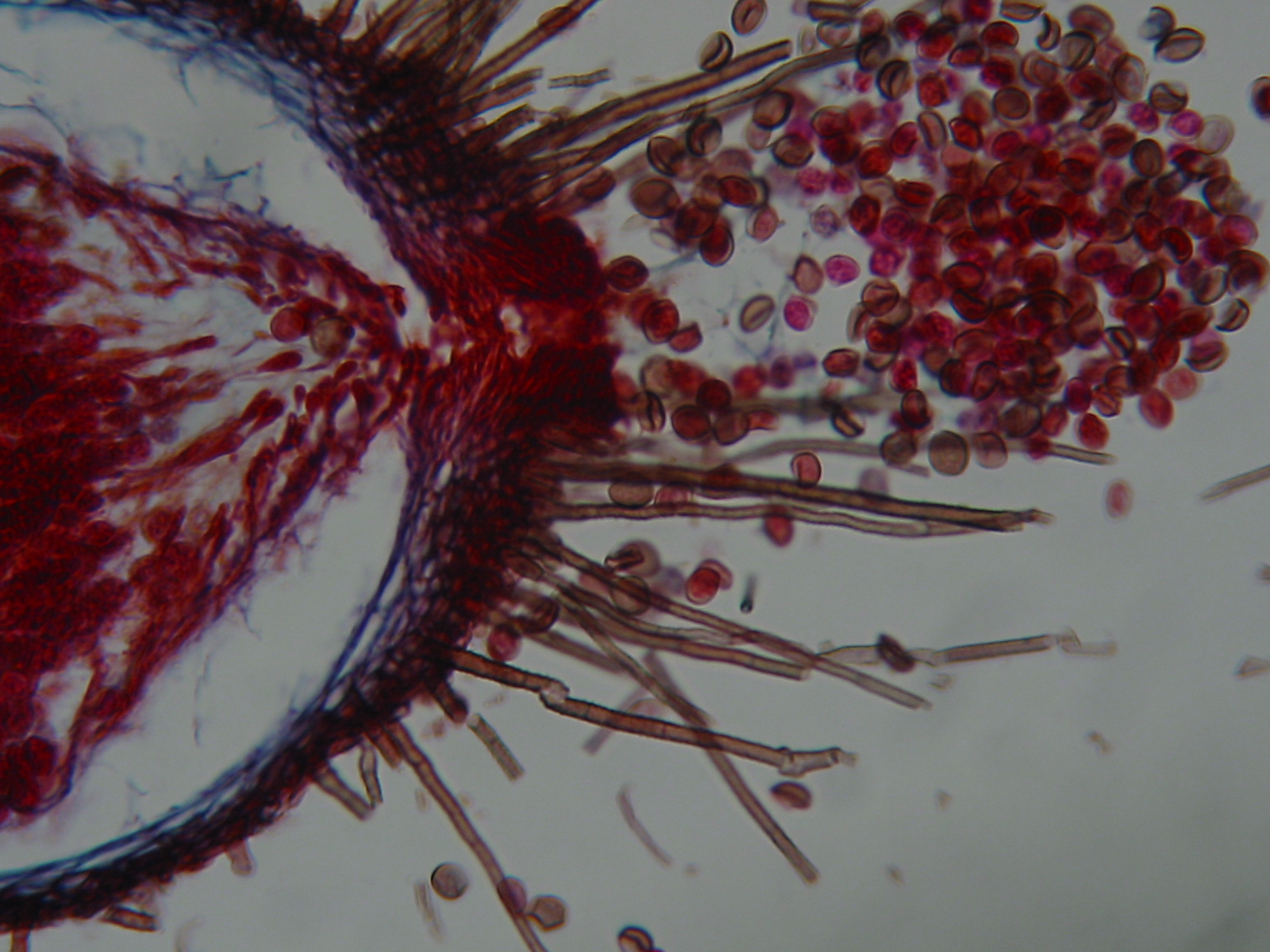
Trencament del cleistoteci.

- Cleistoteci: en aquest cas l'ascocarp és rodó amb l'hymenium tancat, per tant les espores no s'alliberen automàticament i el fong ha de desenvolupar noves estratègies de disseminació de les espores. Les tòfones resolen aquest problema atraient animals com el senglar que en menjar-se l'ascocarp disseminen les espores en una gran superfície. El cleistoteci acostuma a presentar-se en fongs de dins dels troncs i els subterranis.

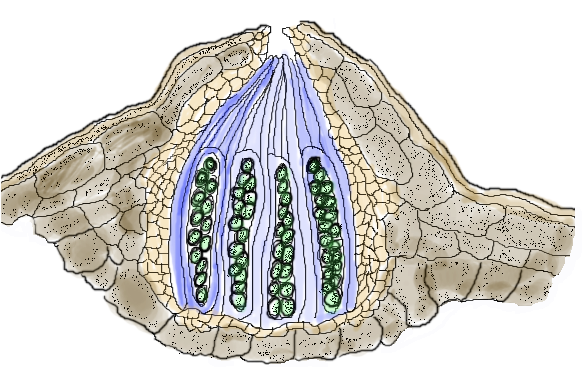
Diagrama del periteci les ascospores (verdes) estan en 8 parells en cada asc.

- Periteci: té la forma d'una bitlla o una bola, té un porus a dalt anomenat ostíol per on s'alliberen les espores. Es troben per exemple en els gèneres Xylaria i Nectria.

- Pseudoteci: similar a periteci, però els ascs no estan regularment organitzats en un himeni i són bitunicats (amb doble paret) que s'expandeix en humitejar-se i empeny les espores cap enfora. Per exemple tenen pseudoteci la malaltia de la mota de les pomeres (Venturia inaequalis) i la malaltia del castanyer fals causada per Guignardia aesculi.